# Brachttal
Brachttal település Németországban, Hessen tartományban. Lakosainak száma 5117 fő (2023. december 31.).

## Népesség
A település népességének változása:
| Lakosok száma | 5131 | 5137 | 5138 | 5156 | 5036 | 5089 | 5117 |
|               | 2014 | 2015 | 2017 | 2019 | 2021 | 2022 | 2023 |